# Yamandú Orsi
Yamandú Ramón Antonio Orsi Martínez (Canelones, 13 de junho de 1967), é um professor e político uruguaio, atual presidente do Uruguai desde 1º de março de 2025. Membro da Frente Ampla, foi eleito presidente no segundo turno das eleições gerais de novembro de 2024, com posse oficial em março de 2025. Anteriormente, foi intendente do Departamento de Canelones por dois mandatos consecutivos entre 2015 e 2024.

## Biografia
Yamandú Orsi nasceu na zona rural do Departamento de Canelones, entre Santa Rosa e San Antonio, filho de Pablo Bebe Orsi (1933–2018), trabalhador rural, e de Carmen Beba Martínez (falecida em 2023), costureira. Tem ascendência italiana, oriunda de Osiglia, Ligúria, por parte paterna, e espanhola das Ilhas Canárias, por parte materna. Sua infância foi marcada pela simplicidade da vida rural, influenciando sua visão de mundo e compromisso com as comunidades locais.
Formou-se professor de história no Instituto de Professores Artigas em 1991 e lecionou em liceus nos departamentos de Canelones, Florida e Maldonado. Durante sua carreira docente, destacou-se por promover o pensamento crítico e o engajamento cívico entre seus alunos. É casado com Laura Alonso Pérez, com quem tem dois filhos, Victorio e Lucía.

## Carreira política
Orsi iniciou sua trajetória política no movimento estudantil e na militância partidária na Frente Ampla, partido de esquerda uruguaio. Durante os anos 1990, participou ativamente de movimentos sociais e sindicais, defendendo causas como a reforma agrária e a educação pública. Em 2015, foi eleito intendente do Departamento de Canelones, cargo que ocupou até 2024, com um breve intervalo em 2020. Durante sua gestão, implementou políticas focadas em inclusão social, sustentabilidade ambiental, promoção da cultura local e participação cidadã direta.
Sua administração destacou-se por ampliar os programas sociais, fortalecer a educação pública, investir em infraestrutura urbana e fomentar o desenvolvimento econômico local, recebendo reconhecimento nacional e internacional. Projetos emblemáticos incluíram a criação de cooperativas de trabalhadores rurais, a expansão de redes de transporte público sustentável e a revitalização de espaços culturais em Canelones. Em 2018, Canelones foi premiado como o departamento com melhor gestão ambiental da América Latina pela Rede de Cidades Sustentáveis.
Em julho de 2024, Orsi venceu as prévias da Frente Ampla para concorrer à presidência da República, tornando-se o candidato oficial do partido. Durante a campanha, destacou-se por sua habilidade em dialogar com diferentes setores da sociedade, promovendo uma agenda de unidade e progresso social. Nas eleições gerais de novembro de 2024, obteve 52% dos votos válidos, derrotando o candidato governista, Álvaro Delgado Ceretta.

## Presidência (2025–presente)
Desde que assumiu a presidência em 1º de março de 2025, Orsi tem priorizado políticas de inclusão social, fortalecimento do sistema de saúde pública e transição para uma economia verde. Sua administração também busca aprofundar a integração regional, fortalecendo laços com países do Mercosul e promovendo o Uruguai como um hub de inovação tecnológica na América Latina. Em seus primeiros meses, Orsi lançou o "Programa Canelones Nacional", inspirado em sua gestão como intendente, que visa replicar modelos de desenvolvimento local em todo o país.
Orsi também tem se destacado por sua postura diplomática, promovendo o diálogo em fóruns internacionais e defendendo a soberania alimentar e a justiça climática. Sua liderança tem sido comparada à de outros líderes progressistas da América Latina, como Gabriel Boric, do Chile.

## Posicionamentos e Ideologia
Orsi é identificado com a centro-esquerda e é frequentemente considerado um continuador do legado político de José Mujica, ex-presidente uruguaio conhecido por sua simplicidade e ética pública. Defende políticas de inclusão social, ampliação dos direitos trabalhistas e investimento em energias renováveis. Além disso, Orsi é um defensor da educação como ferramenta de transformação social, frequentemente destacando a importância de investimentos em ciência e tecnologia. Ele também apoia a igualdade de gênero e políticas de combate à violência doméstica, tendo implementado programas nesse sentido durante sua gestão em Canelones.

## Vida pessoal
Orsi é conhecido por seu estilo de vida simples, frequentemente comparado ao de José Mujica. Ele mantém uma relação próxima com sua comunidade de origem em Canelones, participando de eventos locais e mantendo contato com amigos de infância. É um entusiasta do futebol, torcedor do Club Nacional de Football, e pratica ciclismo como hobby. Orsi também é um leitor ávido, com preferência por obras de história latino-americana e literatura uruguaia, como os escritos de Eduardo Galeano.

## Reconhecimentos
Em 2023, recebeu o Prêmio de Liderança Regional concedido pela Organização de Estados Americanos (OEA) por sua contribuição ao desenvolvimento social e econômico do Departamento de Canelones. Em 2024, foi reconhecido pela UNESCO como um dos líderes latino-americanos comprometidos com a educação inclusiva, devido às políticas implementadas em Canelones. Além disso, sua gestão em Canelones foi destacada pelo Banco Interamericano de Desenvolvimento (BID) como um modelo de governança local eficiente.

## Impacto cultural
Orsi tornou-se uma figura de inspiração para a juventude uruguaia, especialmente por sua trajetória de origem humilde e seu compromisso com a justiça social. Em 2025, o documentário "Yamandú: De Canelones al Palacio" foi lançado, narrando sua ascensão política e suas raízes rurais, recebendo aclamação em festivais de cinema na América Latina. Sua imagem também foi utilizada em murais artísticos em Montevidéu, simbolizando a renovação da esquerda uruguaia.